# Guilherme Hubner
Guilherme Santos Hubner (Contagem, 28 de Abril de 1987), é um jogador profissional de basquetebol brasileiro. Atualmente joga pelo Unifacisa no Novo Basquete Brasil.
Hubner foi eleito MVP das finais do Novo Basquete Brasil na temporada 2017–18. Ele foi destaque, vindo do banco nas finais do NBB 10. O pivô foi essencial para o Paulistano na série contra o Mogi. Nos quatro jogos, teve médias de 11,8 pontos, 6,2 rebotes e 13,5 de eficência, a maior da equipe na decisão. Pelos critérios adotados pela Liga Nacional de Basquete, foi eleito o MVP, um prêmio inesperado para Hubner, que durante a temporada toda acumulou 16,5 minutos por partida.  